# プロピオン酸ペンチル
プロピオン酸ペンチル（英語: pentyl propanoate）または、プロピオン酸アミル（英語: amyl propionate）は、1-ペンタノールとプロピオン酸が縮合した有機エステルである。リンゴのような香りの無色の液体で、水に浮く。